# 開放知識基金會
開放知識基金會（英語：Open Knowledge Foundation，縮寫：OKF）是一個全球性的非營利網絡，免費推廣和分享信息。 它由路福斯·伯罗科（Rufus Pollock）於2004年5月20日成立，並於2004年5月24日啟動 在英國劍橋。該基金會是在英格蘭和威爾士註冊成立的私人擔保有限公司。 2016年5月至2019年5月，該組織改名為「開放知識國際」， 但在2019年5月決定改回「開放知識基金會」。

## 外部連結
维基共享资源上的相關多媒體資源：開放知識基金會
- 官方网站
- 由該基金會出版的開放知識基金會的發展史 （页面存档备份，存于）